# Scala al paradiso
Scala al paradiso (A Matter of Life and Death) è un film del 1946 diretto da Michael Powell ed Emeric Pressburger.

## Trama
Il pilota inglese Peter Carter, eroe nella seconda guerra mondiale, durante una missione sulla Manica rimane colpito da un caccia avversario e il suo aereo prende fuoco. Peter tenta di lanciarsi con il paracadute, ma questo non funziona e si apre solo poco prima dell'impatto col terreno, quando il pilota già si vede prossimo alla fine. Rimasto ferito, a terra Peter si reca al centro radio a cui aveva comunicato il suo incidente e lì conosce June, una radiotelegrafista americana con cui aveva dialogato prima di abbandonare l'aereo in fiamme. Fra i due nasce subito l'amore, all'inizio piuttosto travagliato, per le precarie condizioni mentali di Peter, ancora traumatizzato dallo scontro aereo, e turbato da incubi e inspiegabili apparizioni, fra cui il fantasma di un aristocratico francese del Settecento inviato dall'aldilà per portarlo via con sé, dal momento che lui avrebbe dovuto morire nell'incidente aereo.
Il medico di Peter, il dottor Reeves, considera queste visioni semplici allucinazioni dovute ai traumi cerebrali riportati, e decide di sottoporre il suo paziente a un intervento chirurgico al cervello. Durante l'operazione, Peter sogna di visitare il Paradiso, pieno di moltitudini di persone, che arrivano ad aprire un processo a suo carico in un gigantesco tribunale per stabilire se il suo destino debba essere di vita o di morte. Abramo Farlan, un americano caduto durante la guerra d'indipendenza contro gli inglesi, chiede che Peter debba lasciare la Terra, come era stato previsto dal destino, ma il dottor Reeves, morto quella sera stessa in un incidente stradale, e June, fatta venire eccezionalmente nell'aldilà, convincono il tribunale a concedere al pilota un generoso supplemento di vita. Sulla Terra, Peter esce dall'intervento perfettamente guarito e libero dai suoi incubi, e può tornare dalla donna amata.

## Riprese
L'opera è girata in Technicolor ma le sequenze oniriche sono state girate in bianco e nero.

## Doppiaggio
Il film uscì in Italia nel 1948. Nel 1961 venne ridistribuito nelle sale con un nuovo doppiaggio ad opera della C.I.D. con l'attore protagonista David Niven doppiato da Paolo Ferrari.

## Riconoscimenti
Nel 1999 il British Film Institute l'ha inserito al 20º posto della lista dei migliori cento film britannici del XX secolo.

## Manifesti
La realizzazione di manifesti e locandine del film, per l'Italia, fu affidata al pittore cartellonista Anselmo Ballester.

## Influenza culturale
Il titolo originale del film è stato usato per un album degli Iron Maiden del 2006 intitolato appunto A Matter of Life and Death.
Inoltre non è chiaro se abbia ispirato o meno la canzone  Stairway to Heaven dei Led Zeppelin.